# Abdul-Malik al-Houthi
Abdul Malik bin Badr al-Din al-Huthi (em árabe: عبد الملك بن بدر الدين الحوثي, Sa'dah, 1 de janeiro de 1979) é um militante iemenita e líder político da insurgência do grupo rebelde xiita zaidita Huti. Ele é primo de Muhammad Ali al-Houthi, que tomou o poder em um golpe de Estado em 2015.